# Manolo Caro
Jesús Manuel Caro Serrano (Guadalajara, Jalisco; 20 de septiembre de 1984) es un director de cine mexicano, reconocido por dirigir La vida  inmoral de la pareja ideal y la serie de televisión La casa de las flores, transmitida por Netflix y la miniserie Alguien tiene que morir transmitida por la misma plataforma.

## Biografía
Nació en Guadalajara, Jalisco, el 20 de septiembre de 1984, hijo de Norma Alicia Serrano y Gil Caro. Mientras estudiaba arquitectura en el Tecnológico de Monterrey, Campus Ciudad de México, vio una convocatoria de una agencia publicitaria para crear una campaña para Smart; se quedó con el puesto y comenzó a considerar la idea de hacer cortometrajes. Posteriormente hizo un curso de Dirección de actores en el estudio de Juan Carlos Corazza, en Madrid y estudió dirección en la Escuela Internacional de Cine de San Antonio de los Baños, en Cuba.

## Filmografía

### Cine
| Año  | Título                                                               | Dirección | Producción | Notas        |
| ---- | -------------------------------------------------------------------- | --------- | ---------- | ------------ |
| 2003 | La gran aventura de Mortadelo y Filemón                              | No        |            | Cameo.       |
| 2004 | Motel                                                                | Sí        |            | Cortometraje |
| 2007 | Gente bien... atascada                                               | Sí        |            | Cortometraje |
| 2008 | Lulú la del pez                                                      | Sí        |            | Cortometraje |
| 2013 | No sé si cortarme las venas o dejármelas largas                      | Sí        |            |              |
| 2014 | La fabulosa y patética historia de un montaje I Love Romeo y Julieta | Sí        |            | Documental   |
| 2014 | Amor de mis amores                                                   | Sí        |            |              |
| 2015 | Elvira, te daría mi vida pero la estoy usando                        | Sí        |            |              |
| 2016 | La vida inmoral de la pareja ideal                                   | Sí        | Sí         |              |
| 2018 | Perfectos desconocidos                                               | Sí        | Sí         |              |
| 2021 | La Casa de las Flores: la película                                   | Sí        | Sí         |              |

### Televisión
| Año       | Título                      | Dirección | Producción | Plataforma |
| --------- | --------------------------- | --------- | ---------- | ---------- |
| 2018-2020 | La casa de las flores       | Sí        | Sí         | Netflix    |
| 2020      | Alguien tiene que morir     | Sí        | Sí         | Netflix    |
| 2022      | Érase una vez... pero ya no | Sí        | Sí         | Netflix    |
| 2022-2023 | Sagrada familia             | Sí        | Sí         | Netflix    |
| 2025      | Serpientes y escaleras      | Sí        |            | Netflix    |